# Антоній Пайонк
Антоній Пайонк (пол. Antoni Pająk; 31 липня 1893, Бествіна — 25 листопада 1965, Лондон) — польський політик, член Польської соціалістичної партії, протягом 10 років займав пост прем'єр-міністра «уряду Польщі у вигнанні».

## Біографія
З 1909 року працював на заводах і шахтах в Тешинской Сілезії. З 1919 року перебував в Польської соціал-демократичної партії Галичини і Сілезії-Цєшина. З 1922 по 1930 рік був членом парламенту першого і другого терміну. У червні 1940 року був висланий з родиною в Якутію, а через рік заарештований. У серпні 1942 року був амністований і призначений делегатом від посольства Польщі в Москві. C 1948 жив у Великій Британії. Був прем'єр-міністром уряду у вигнанні з 10 вересня 1955 по 14 червня 1965.
Помер незабаром після залишення посади 25 листопада 1965 року.